# Sébastien Vaillant
Sébastien Vaillant (Vigny, Val-d'Oise, 26 de maio de 1669 — Paris, 20 de maio de 1722) foi um botânico francês.  

## Primeiros anos
Vaillant foi para a escola com quatro anos de idade e, aos cinco, colhia plantas e as transplantava para o jardim de seu pai. Aos seis anos, foi mandado para um internato em Pontoise. Teve febre durante quatro meses, que afirma ter curado com alface temperada com vinagre.
Ele foi enviado para estudar com o organista da Catedral de Pontoise. Quando o organista morreu, Vaillant o sucedeu aos onze anos.
Vaillant estudou medicina e cirurgia no hospital de Pontoise (a medicina passou a incluir estudos de botânica). Ele trocou Pontoise pela Évreux aos dezenove anos. Ele esteve na batalha de Fleurus em 1690 como cirurgião. Quando ainda era cirurgião em 1691, ele estava em Paris quando assumiu como mestre de botânica Joseph Pitton de Tournefort (1656-1708). Tournefort usou os talentos de Vaillant ao escrever Histoire des plantes qui naissent aux environs de Paris (História das plantas que nascem em torno de Paris), publicada em 1698. Vaillant também teve aulas de anatomia com Joseph-Guichard Du Verneye química com Antoine de Saint-Yon.

## Botânico
Guy-Crescent Fagon, o médico e botânico do rei, notou Sébastien Vaillant e o nomeou seu secretário. Vaillant foi, portanto, capaz de se dedicar ao estudo das plantas para as quais obteve acesso ilimitado ao Jardim do Rei. Fagon o nomeou diretor. O próprio Fagon foi professor e sub-demonstrador no Jardim do Rei.
As coleções de jardins cresceram consideravelmente sob a liderança de Vaillant. Embora o próprio Vaillant tenha residido em Paris e seja lembrado por seu trabalho sobre a flora parisiense, o jardim teve vários colaboradores fora de Paris, em particular nas colônias.
Fagon obteve de Luís XIV uma autorização para construir um "Gabinete de drogas" no Jardin du Roi e encarregou Vaillant de fornecê-lo e providenciar segurança.
Charles Bouvard mandou construir a primeira estufa: o Garden tinha plantas de países quentes e, em 1714, Vaillant obteve autorização para construir outra.
Ele ficou doente e pobre demais para publicar seu Botanicon parisiensis (em ordem alfabética ou enumeração de plantas que crescem em Paris e arredores) ilustrado por Claude Aubriet. Fruto de 36 anos de trabalho, ele deixou seu trabalho na casa de Herman Boerhaave, Oud Poelgeest. A obra continha ilustrações gravadas e foi publicada em 1727. É uma obra da botânica e um dos primeiros a descrever a flora conhecida. Vaillant introduziu os termos de estame, ovário e ovo em sua direção atual.
Toda a sua vida, Vaillant se opôs às teses de Joseph Pitton de Tournefort. Como sinal de respeito, Carl von Linné deu o nome de Valantia a um gênero em homenagem a Vaillant em Rubiaceae.

Seu herbário hoje é mantido no Museu Nacional de História Natural da França.